# Yosemite (singel)
Yosemite (zapis stylizowany: YOSEMITE) – singel amerykańskiego rapera Travisa Scotta z jego trzeciego albumu studyjnego Astroworld. Singiel został wydany 3 sierpnia 2018.
Nagranie otrzymało w Polsce status złotego singla, przekraczając liczbę 25 tysięcy sprzedanych kopii.

## Geneza utworu i historia wydania
Utwór napisali i skomponowali Chandler Durham, Jacques Berman Webster II, Navraj Goraya, Ramiro Morales, Sergio Kitchens, Sheldon Ferguson oraz June James, który również odpowiadał za produkcję piosenki.
Singel ukazał się w formacie digital download 3 sierpnia 2018 w Stanach Zjednoczonych za pośrednictwem wytwórni płytowej Epic Records w dystrybucji Sony Music Entertainment. Piosenka została umieszczona na trzecim albumie studyjnym Travisa Scotta – Astroworld.

## Teledysk
Do utworu powstał teledysk, który udostępniono 30 listopada 2018 roku za pośrednictwem serwisu YouTube.

## Lista utworów
- Digital download[2]

1. „Yosemite” – 2:30

## Certyfikaty
| Kraj          | Certyfikat  | Sprzedaż |
| ------------- | ----------- | -------- |
| Polska (ZPAV) | złota płyta | 25 000+  |